# Ville-sous-la-Ferté
Ville-sous-la-Ferté és un municipi francès situat al departament de l'Aube i a la regió del Gran Est. L'any 2007 tenia 1.328 habitants.

## Demografia

### Població
El 2007 la població de fet de Ville-sous-la-Ferté era de 1.328 persones. Hi havia 428 famílies de les quals 124 eren unipersonals (52 homes vivint sols i 72 dones vivint soles), 136 parelles sense fills, 148 parelles amb fills i 20 famílies monoparentals amb fills.
La població ha evolucionat segons el següent gràfic:
Habitants censats

### Habitatges
El 2007 hi havia 497 habitatges, 429 eren l'habitatge principal de la família, 30 eren segones residències i 38 estaven desocupats. 392 eren cases i 103 eren apartaments. Dels 429 habitatges principals, 224 estaven ocupats pels seus propietaris, 153 estaven llogats i ocupats pels llogaters i 52 estaven cedits a títol gratuït; 8 tenien una cambra, 15 en tenien dues, 77 en tenien tres, 149 en tenien quatre i 180 en tenien cinc o més. 263 habitatges disposaven pel capbaix d'una plaça de pàrquing. A 192 habitatges hi havia un automòbil i a 163 n'hi havia dos o més.

### Piràmide de població
La piràmide de població per edats i sexe el 2009 era:
| Homes | Edats   | Dones |
| ----- | ------- | ----- |
| 0     | 95 o +  | 0     |
| 0     | 90 a 94 | 4     |
| 4     | 85 a 89 | 8     |
| 8     | 80 a 84 | 8     |
| 0     | 75 a 79 | 20    |
| 20    | 70 a 74 | 16    |
| 24    | 65 a 69 | 28    |
| 36    | 60 a 64 | 24    |
| 36    | 55 a 59 | 24    |
| 96    | 50 a 54 | 44    |
| 88    | 45 a 49 | 48    |
| 72    | 40 a 44 | 48    |
| 60    | 35 a 39 | 32    |
| 48    | 30 a 34 | 36    |
| 88    | 25 a 29 | 28    |
| 56    | 20 a 24 | 28    |
| 48    | 15 a 19 | 48    |
| 20    | 10 a 14 | 52    |
| 20    | 5 a 9   | 28    |
| 28    | 0 a 4   | 24    |

## Economia
El 2007 la població en edat de treballar era de 930 persones, 473 eren actives i 457 eren inactives. De les 473 persones actives 411 estaven ocupades (238 homes i 173 dones) i 63 estaven aturades (29 homes i 34 dones). De les 457 persones inactives 55 estaven jubilades, 47 estaven estudiant i 355 estaven classificades com a «altres inactius».

### Ingressos
El 2009 a Ville-sous-la-Ferté hi havia 423 unitats fiscals que integraven 998 persones, la mediana anual d'ingressos fiscals per persona era de 15.177 €.

### Activitats econòmiques
Dels 22 establiments que hi havia el 2007, 1 era d'una empresa extractiva, 4 d'empreses de fabricació d'altres productes industrials, 3 d'empreses de construcció, 5 d'empreses de comerç i reparació d'automòbils, 1 d'una empresa de transport, 5 d'empreses d'hostatgeria i restauració, 2 d'entitats de l'administració pública i 1 d'una empresa classificada com a «altres activitats de serveis».
Dels 8 establiments de servei als particulars que hi havia el 2009, 1 era una gendarmeria, 1 paleta, 2 guixaires pintors i 4 restaurants.
L'únic establiment comercial que hi havia el 2009 era una botiga de menys de 120 m².

## Equipaments sanitaris i escolars
L'únic equipament sanitari que hi havia el 2009 era una farmàcia.
El 2009 hi havia 1 escola maternal i 2 escoles elementals.

## Poblacions més properes
El següent diagrama mostra les poblacions més properes.